# Marocko i olympiska sommarspelen 2012
Marocko deltog i olympiska sommarspelen 2012 som ägde rum i London i Storbritannien mellan den 27 juli och den 12 augusti 2012.

## Medaljörer
| Medalj | Namn              | Sport     | Gren             |
| ------ | ----------------- | --------- | ---------------- |
| Brons  | Abdalaati Iguider | Friidrott | Herrarnas 1500 m |

## Boxning
- Huvudartikel: Boxning vid olympiska sommarspelen 2012

Herrar
| Boxare                | Gren            | Sextondelsfinal       | Åttondelsfinal       | Kvartsfinal              | Semifinal            | Final                | Final            |
| Boxare                | Gren            | Motståndare Resultat  | Motståndare Resultat | Motståndare Resultat     | Motståndare Resultat | Motståndare Resultat | Placering        |
| --------------------- | --------------- | --------------------- | -------------------- | ------------------------ | -------------------- | -------------------- | ---------------- |
| Abdelali Daraa        | Lätt flugvikt   | Essomba (CMR) L 10–13 | Gick inte vidare     | Gick inte vidare         | Gick inte vidare     | Gick inte vidare     | Gick inte vidare |
| Aboubakr Seddik Lbida | Bantamvikt      | Balla (AUS) L 16–16+  | Gick inte vidare     | Gick inte vidare         | Gick inte vidare     | Gick inte vidare     | Gick inte vidare |
| Abdelhak Aatakni      | Lätt weltervikt | Colin (MRI) L 10–16   | Gick inte vidare     | Gick inte vidare         | Gick inte vidare     | Gick inte vidare     | Gick inte vidare |
| Mehdi Khalsi          | Weltervikt      | Suzuki (JPN) L 13–14  | Gick inte vidare     | Gick inte vidare         | Gick inte vidare     | Gick inte vidare     | Gick inte vidare |
| Badr-Eddine Haddioui  | Mellanvikt      | Atoev (UZB) L 9–11    | Gick inte vidare     | Gick inte vidare         | Gick inte vidare     | Gick inte vidare     | Gick inte vidare |
| Ahmed Barki           | Lätt tungvikt   | Meng Fl (CHN) L 8–17  | Gick inte vidare     | Gick inte vidare         | Gick inte vidare     | Gick inte vidare     | Gick inte vidare |
| Mohammed Arjaoui      | Supertungvikt   | i.u.                  | Mendouo (CMR) W 15–6 | Cammarelle (ITA) L 11–12 | Gick inte vidare     | Gick inte vidare     | Gick inte vidare |

Damer
| Boxare         | Gren     | Åttondelsfinal       | Kvartsfinal          | Semifinal            | Final                | Final            |
| Boxare         | Gren     | Motståndare Resultat | Motståndare Resultat | Motståndare Resultat | Motståndare Resultat | Placering        |
| -------------- | -------- | -------------------- | -------------------- | -------------------- | -------------------- | ---------------- |
| Mahjoub Oubtil | Lättvikt | Araujo (BRA) L 12–16 | Gick inte vidare     | Gick inte vidare     | Gick inte vidare     | Gick inte vidare |

## Brottning
- Huvudartikel: Brottning vid olympiska sommarspelen 2012

Herrar, grekisk-romersk stil
| Brottare      | Gren   | Kvalomgång           | Åttondelsfinal       | Kvartsfinal          | Semifinal            | Återkval 1           | Återkval 2           | Final / brons        | Final / brons |
| Brottare      | Gren   | Motståndare Resultat | Motståndare Resultat | Motståndare Resultat | Motståndare Resultat | Motståndare Resultat | Motståndare Resultat | Motståndare Resultat | Placering     |
| ------------- | ------ | -------------------- | -------------------- | -------------------- | -------------------- | -------------------- | -------------------- | -------------------- | ------------- |
| Fouad Fajjari | -55 kg | BYE                  | Nyblom (DEN) L 0–3   | Gick inte vidare     | Gick inte vidare     | Gick inte vidare     | Gick inte vidare     | Gick inte vidare     | 19            |
| Choucri Atafi | -96 kg | BYE                  | Ayari (TUN) L 1–3    | Gick inte vidare     | Gick inte vidare     | Gick inte vidare     | Gick inte vidare     | Gick inte vidare     | 15            |

## Cykling
- Huvudartikel: Cykling vid olympiska sommarspelen 2012

### Landsväg
Herrar
| Cyklist            | Gren                | Tid            | Placering      |
| ------------------ | ------------------- | -------------- | -------------- |
| Soufiane Haddi     | Herrarnas linjelopp | Did not finish | Did not finish |
| Adil Jelloul       | Herrarnas linjelopp | 5:46:37        | 62             |
| Mouhssine Lahsaini | Herrarnas linjelopp | Did not finish | Did not finish |
| Mouhssine Lahsaini | Herrarnas tempolopp | 57:25.24       | 34             |

## Fotboll
- Huvudartikel: Fotboll vid olympiska sommarspelen 2012

Herrar
Tränare:  Pim Verbeek
| Nr | Pos. | Namn                   | Födelsedatum (ålder)      | Matcher | Mål |               | Klubb             |
| -- | ---- | ---------------------- | ------------------------- | ------- | --- | ------------- | ----------------- |
| 1  | MV   | Mohamed Amsif          | 7 februari 1989 (23 år)   |         |     | Tyskland      | Augsburg          |
| 2  | F    | Abdelatif Noussir      | 20 februari 1990 (22 år)  |         |     | Marocko       | FUS Rabat         |
| 3  | F    | Mohamed Abarhoun       | 3 maj 1989 (23 år)        |         |     | Marocko       | MA Tétouan        |
| 4  | F    | Abdelhamid El Kaoutari | 17 mars 1990 (22 år)      |         |     | Frankrike     | Montpellier       |
| 5  | F    | Zakarya Bergdich       | 7 januari 1989 (23 år)    |         |     | Frankrike     | Lens              |
| 6  | MF   | Imad Najah             | 19 februari 1991 (21 år)  |         |     | Nederländerna | PSV               |
| 7  | A    | Zakaria Labyad         | 9 mars 1993 (19 år)       |         |     | Portugal      | Sporting CP       |
| 8  | MF   | Driss Fettouhi         | 30 september 1989 (22 år) |         |     | Frankrike     | Istres            |
| 9  | A    | Nordin Amrabat*        | 31 mars 1987 (25 år)      |         |     | Turkiet       | Kayserispor       |
| 10 | MF   | Abdelaziz Barrada      | 19 juni 1989 (23 år)      |         |     | Spanien       | Getafe            |
| 11 | A    | Soufiane Bidaoui       | 20 april 1990 (22 år)     |         |     | Belgien       | Lierse            |
| 12 | MF   | Omar El Kaddouri       | 21 augusti 1990 (21 år)   |         |     | Italien       | Brescia           |
| 13 | F    | Zouhair Feddal         | 1 januari 1989 (23 år)    |         |     | Spanien       | Espanyol B        |
| 14 | MF   | Houssine Kharja*       | 9 november 1982 (29 år)   |         |     | Qatar         | Al-Arabi          |
| 15 | MF   | Rayan Frikeche         | 9 oktober 1991 (20 år)    |         |     | Frankrike     | Angers            |
| 16 | F    | Yassine Jebbour        | 24 augusti 1991 (20 år)   |         |     | Frankrike     | Rennes            |
| 17 | A    | Soufian El Hassnaoui   | 28 oktober 1989 (22 år)   |         |     | Nederländerna | De Graafschap     |
| 18 | MV   | Yassine Bounou         | 5 april 1991 (21 år)      |         |     | Spanien       | Atlético Madrid B |

Gruppspel
| Nr | Lag      | S | V | O | F | GM | IM | MS | P |
| -- | -------- | - | - | - | - | -- | -- | -- | - |
| 1  | Japan    | 3 | 2 | 1 | 0 | 2  | 0  | +2 | 7 |
| 2  | Honduras | 3 | 1 | 2 | 0 | 3  | 2  | +1 | 5 |
| 3  | Marocko  | 3 | 0 | 2 | 1 | 2  | 3  | −1 | 2 |
| 4  | Spanien  | 3 | 0 | 1 | 2 | 0  | 2  | −2 | 1 |

| 3 | 26 juli, 14:45 | Honduras U23 | 2 – 2 | Marocko U23 | Hampden Park, Glasgow |  |
|   |                |              |       |             |                       |  |
|   |                |              |       |             |                       |  |
|   |                |              |       |             |                       |  |

| 15 | 29 juli, 17:00 | Japan U23 | 1 – 0 | Marocko U23 | St James' Park, Newcastle |  |
|    |                |           |       |             |                           |  |
|    |                |           |       |             |                           |  |
|    |                |           |       |             |                           |  |

| 20 | 1 augusti, 17:00 | Spanien U23 | 0 – 0 | Marocko U23 | Old Trafford, Manchester |  |
|    |                  |             |       |             |                          |  |
|    |                  |             |       |             |                          |  |
|    |                  |             |       |             |                          |  |

## Friidrott
- Huvudartikel: Friidrott vid olympiska sommarspelen 2012

Förkortningar
- Notera – Placeringar gäller endast den tävlandes eget heat
- Q = Kvalificerade sig till nästa omgång via placering
- q = Kvalificerade sig på tid eller, i fältgrenarna, på placering utan att ha nått kvalgränsen
- NR = Nationellt rekord
- N/A = Omgången inte möjlig i grenen
- Bye = Idrottaren behövde inte delta i omgången

Herrar
Bana och väg
| Idrottare              | Gren           | Heat                    | Heat                    | Semifinal               | Semifinal               | Final                   | Final                   |
| Idrottare              | Gren           | Resultat                | Placering               | Resultat                | Placering               | Resultat                | Placering               |
| ---------------------- | -------------- | ----------------------- | ----------------------- | ----------------------- | ----------------------- | ----------------------- | ----------------------- |
| Soufiyan Bouqantar     | 5 000 m        | 13:47.63                | 18                      | i.u.                    | i.u.                    | Gick inte vidare        | Gick inte vidare        |
| Abderrahime Bouramdane | Maraton        | i.u.                    | i.u.                    | i.u.                    | i.u.                    | DNF                     | DNF                     |
| Amine El Manaoui       | 800 m          | 1:48.48                 | 6                       | Gick inte vidare        | Gick inte vidare        | Gick inte vidare        | Gick inte vidare        |
| Hamid Ezzine           | 3 000 m hinder | 8:21.25                 | 3 Q                     | i.u.                    | i.u.                    | 8:24.90                 | 7                       |
| Abdalaati Iguider      | 1 500 m        | 3:41.08                 | 2 Q                     | 3:34.00                 | 1 Q                     | 3:35.13                 | 3                       |
| Abdalaati Iguider      | 5 000 m        | 13:15.49                | 5 Q                     | i.u.                    | i.u.                    | 13:44.19                | 6                       |
| Rachid Kisri           | Maraton        | i.u.                    | i.u.                    | i.u.                    | i.u.                    | 2:15:09                 | 18                      |
| Amine Laâlou           | 1 500 m        | Diskvalificerad (dopad) | Diskvalificerad (dopad) | Diskvalificerad (dopad) | Diskvalificerad (dopad) | Diskvalificerad (dopad) | Diskvalificerad (dopad) |
| Aziz Lahbabi           | 5 000 m        | 13:47.57                | 15                      | i.u.                    | i.u.                    | Gick inte vidare        | Gick inte vidare        |
| Mohamed Moustaoui      | 1 500 m        | 3:37.41                 | 8 q                     | 3:43.33                 | 6                       | Gick inte vidare        | Gick inte vidare        |
| Aziz Ouhadi            | 200 m          | 20.80                   | 6                       | Gick inte vidare        | Gick inte vidare        | Gick inte vidare        | Gick inte vidare        |
| Hicham Sigueni         | 3 000 m hinder | 8:35.89                 | 10                      | i.u.                    | i.u.                    | Gick inte vidare        | Gick inte vidare        |
| Brahim Taleb           | 3 000 m hinder | 8:29.02                 | 3 Q                     | i.u.                    | i.u.                    | 8:32.40                 | 11                      |

Damer
Bana och väg
| Idrottare            | Gren           | Heat     | Heat      | Semifinal        | Semifinal        | Final            | Final            |
| Idrottare            | Gren           | Resultat | Placering | Resultat         | Placering        | Resultat         | Placering        |
| -------------------- | -------------- | -------- | --------- | ---------------- | ---------------- | ---------------- | ---------------- |
| Malika Akkaoui       | 800 m          | 2:01.78  | 4 q       | 2:00.32          | 4                | Gick inte vidare | Gick inte vidare |
| Salima Ouali Alami   | 3 000 m hinder | 9:44.62  | 11        | i.u.             | i.u.             | Gick inte vidare | Gick inte vidare |
| Kaltoum Bouaasayriya | 3 000 m hinder | 9:58.77  | 10        | i.u.             | i.u.             | Gick inte vidare | Gick inte vidare |
| Halima Hachlaf       | 800 m          | 2:00.99  | 3 Q       | 1:58.84          | 5                | Gick inte vidare | Gick inte vidare |
| Siham Hilali         | 1500 m         | 4:13.34  | 2 Q       | 4:04.79          | 9                | Gick inte vidare | Gick inte vidare |
| Soumiya Labani       | Maraton        | i.u.     | i.u.      | i.u.             | i.u.             | DNF              | DNF              |
| Btissam Lakhouad     | 1 500 m        | DNF      | DNF       | Gick inte vidare | Gick inte vidare | Gick inte vidare | Gick inte vidare |
| Hayat Lambarki       | 400 m häck     | 55.58    | 4 Q       | 56.18            | 6                | Gick inte vidare | Gick inte vidare |
| Nadia Noujani        | 5 000 m        | DNF      | DNF       | i.u.             | i.u.             | Gick inte vidare | Gick inte vidare |
| Samira Raif          | Maraton        | i.u.     | i.u.      | i.u.             | i.u.             | 2:38:31          | 73               |

## Fäktning
- Huvudartikel: Fäktning vid olympiska sommarspelen 2012

Herrar
| Idrottare             | Gren                  | Omgång 1           | Omgång 2          | Omgång 3          | Kvartsfinal       | Semifinal         | Final / BM        | Final / BM       |
| Idrottare             | Gren                  | Motståndare Poäng  | Motståndare Poäng | Motståndare Poäng | Motståndare Poäng | Motståndare Poäng | Motståndare Poäng | Placering        |
| --------------------- | --------------------- | ------------------ | ----------------- | ----------------- | ----------------- | ----------------- | ----------------- | ---------------- |
| Abdelkarim El Haouari | Värja, individuellt   | Imre (HUN) L 8–15  | Gick inte vidare  | Gick inte vidare  | Gick inte vidare  | Gick inte vidare  | Gick inte vidare  | Gick inte vidare |
| Lahoussine Ali        | Florett, individuellt | Toldo (BRA) L 6–15 | Gick inte vidare  | Gick inte vidare  | Gick inte vidare  | Gick inte vidare  | Gick inte vidare  | Gick inte vidare |

## Judo
| Idrottare        | Gren                            | 32-delsfinal         | Sextondelsfinal           | Åttondelsfinal              | Kvartsfinal          | Semifinal            | Återkval             | Bronsmatch           | Final                | Final            |
| Idrottare        | Gren                            | Motståndare Resultat | Motståndare Resultat      | Motståndare Resultat        | Motståndare Resultat | Motståndare Resultat | Motståndare Resultat | Motståndare Resultat | Motståndare Resultat | Placering        |
| ---------------- | ------------------------------- | -------------------- | ------------------------- | --------------------------- | -------------------- | -------------------- | -------------------- | -------------------- | -------------------- | ---------------- |
| Yassine Moudatir | Extra lättvikt (-60 kg) Herrar  | BYE                  | Jokinen (FIN) L 0000–0100 | Gick inte vidare            | Gick inte vidare     | Gick inte vidare     | Gick inte vidare     | Gick inte vidare     | Gick inte vidare     | Gick inte vidare |
| Safouane Attaf   | Halv mellanvikt (-81 kg) Herrar | BYE                  | Saryee (LBR) W 1000–0000  | Guilheiro (BRA) L 0001–1001 | Gick inte vidare     | Gick inte vidare     | Gick inte vidare     | Gick inte vidare     | Gick inte vidare     | Gick inte vidare |
| El Mehdi Malki   | Tungvikt (+100 kg) Herrar       | i.u.                 | Roudaki (IRI) W 0100–0000 | Bor (HUN) L 0000–0100       | Gick inte vidare     | Gick inte vidare     | Gick inte vidare     | Gick inte vidare     | Gick inte vidare     | Gick inte vidare |
| Rizlen Zouak     | Halv mellanvikt (-63 kg) Damer  | i.u.                 | Drexler (AUT) L 0000–0011 | Gick inte vidare            | Gick inte vidare     | Gick inte vidare     | Gick inte vidare     | Gick inte vidare     | Gick inte vidare     | Gick inte vidare |

## Kanotsport
Slalom
| Kanotist      | Gren               | Omgång 1 | Omgång 1  | Omgång 1 | Omgång 1  | Omgång 1 | Omgång 1  | Semifinal                 | Semifinal                 | Final                     | Final                     |
| Kanotist      | Gren               | Omgång 1 | Placering | Omgång 2 | Placering | Bästa    | Placering | Tid                       | Placering                 | Tid                       | Placering                 |
| ------------- | ------------------ | -------- | --------- | -------- | --------- | -------- | --------- | ------------------------- | ------------------------- | ------------------------- | ------------------------- |
| Jihane Semlal | Damernas K1 slalom | 174.09   | 20        | 276.32   | 21        | 174.09   | 21        | Gick inte vidare – Report | Gick inte vidare – Report | Gick inte vidare – Report | Gick inte vidare – Report |

## Ridsport

### Dressyr
| Ryttare          | Häst     | Grand Prix | Grand Prix | Grand Prix Special | Grand Prix Special | Grand Prix Freestyle | Grand Prix Freestyle | Placering |
| Ryttare          | Häst     | Poäng      | Placering  | Poäng              | Placering          | Poäng                | Placering            | Placering |
| ---------------- | -------- | ---------- | ---------- | ------------------ | ------------------ | -------------------- | -------------------- | --------- |
| Yassine Rahmouni | Floresco | 64,453     | 49         | Ej kvalificerad    | Ej kvalificerad    | Ej kvalificerad      | Ej kvalificerad      | 49        |

## Taekwondo
| Idrottare       | Gren             | Åttondelsfinaler          | Kvartsfinaler        | Semifinaer           | Återkval             | Bronsmatch           | Final                | Final            |
| Idrottare       | Gren             | Motståndare Resultat      | Motståndare Resultat | Motståndare Resultat | Motståndare Resultat | Motståndare Resultat | Motståndare Resultat | Placering        |
| --------------- | ---------------- | ------------------------- | -------------------- | -------------------- | -------------------- | -------------------- | -------------------- | ---------------- |
| Issam Chernoubi | Herrarnas −80 kg | Bahave (AFG) L 3–4        | Gick inte vidare     | Gick inte vidare     | Gick inte vidare     | Gick inte vidare     | Gick inte vidare     | Gick inte vidare |
| Sanaa Atabrour  | Damernas −49 kg  | López (ARG) L 0–1         | Gick inte vidare     | Gick inte vidare     | Gick inte vidare     | Gick inte vidare     | Gick inte vidare     | Gick inte vidare |
| Wiam Dislam     | Damernas +67 kg  | Hernández (CUB) L 0–1 SDP | Gick inte vidare     | Gick inte vidare     | Gick inte vidare     | Gick inte vidare     | Gick inte vidare     | Gick inte vidare |